# 陈晓燕
陈晓燕（1960年—），湖北利川人，土家族，中华人民共和国政治人物、第十一届全国人民代表大会湖北地区代表。
毕业于湖北省委党校行政管理专业。担任恩施州政协副主席、州工商联会长。2008年起担任全国人大代表。